# Райли в големия свят
„Райли в големия свят“ (на английски: Girl Meets World) е американски ситком. Премиерата му в България е на 16 ноември 2014 г.
Ситкомът е продължение на един доста успешен предходен сериал – „Кори в големия свят“. Кори и Топанга (родителите на Райли) са участвали в този завършен проект и сега вече са женени.

## Сюжет
Внимание:  Текстът по-долу разкрива сюжета на произведението (или части от него)!
Животът е приключение и Райли Матюс е напът да се впусне в него. Светлооката седмокласничка и най-добрата ѝ приятелка – умната и интелигентна Мая, преминават през най-хубавите и най-лошите моменти на тийнейджърския живот под зоркия поглед на родителите на Райли – Кори и Топанга. С помощта на техните близки приятели Фаркъл и Лукас тези две безгрижни и изпълнени с ентусиазъм момичета разбират, че всичко е възможно, когато си търсиш предизвикателства и когато имаш подкрепата на приятелите и семейството! Присъедини се към тях в приключението на живота им, което много напомня на миналото на родителите на Райли.

## Герои
- Райли (Роуън Бланшард) – Отговорната веселячка Райли винаги мисли за приятелите и семейството си. Много е старателна в училище и постоянно се опитва да постъпва правилно.
- Мая (Сабрина Карпентър) – Силната и независима Мая поставя предизвикателства пред най-добрата си приятелка Райли и я окуражава да се впуска в нови приключения. По-късно се разбира, че харесва Лукас.

- Лукас (Пейтън Майър) – Райли веднага хлътва по готиния Лукас, който се е преместил от Тексас в Ню Йорк. Той лесно приема всичко и често се оказва гласът на разума сред приятелите си.
- Фаркъл (Кори Фогелманис) – Най-верният приятел, който Райли и Мая някога са имали. Фаркъл е особняк, умен и изпълнен с увереност.
- Топанга (Даниел Фишъл) – Грижовната и ангажираща се с нещата Топанга се опитва да съчетава кариерата си на адвокат със задълженията по отглеждането на Оги и Райли.
- Кори (Бен Савидж) – Като баща на Райли и учител по история, Кори иска най-доброто за Райли и нейните приятели. Чрез уроците си по история той също дава на учениците знания за живота.
- Оги (Огъст Матуро) – Малкият наивен Оги няма търпение да порасне и да последва стъпките на баща си.

## В България
| Сезон | Сезон            | Епизоди | САЩ              | САЩ               | България            | България            | България |
| Сезон | Сезон            | Епизоди | Премиера         | Край              | Премиера            | Край                |          |
| ----- | ---------------- | ------- | ---------------- | ----------------- | ------------------- | ------------------- | -------- |
|       | 1                | 20      | 27 юни 2014 г.   | 27 март 2015 г.   | 11 октомври 2014 г. | 23 май 2015 г.      |          |
|       | Специален епизод | 1       | 17 април 2015 г. | 17 април 2015 г.  | 21 октомври 2015 г. | 21 октомври 2015 г. |          |
|       | 2                | 30      | 11 май 2015 г.   | 11 март 2016 г.   | 21 ноември 2015 г.  |                     |          |
|       | 3                | 21      | 30 юни 2016 г.   | 20 януари 2017 г. |                     |                     |          |